# Mecyclothorax simiolus
Mecyclothorax simiolus är en skalbaggsart som först beskrevs av Blackburn 1878.  Mecyclothorax simiolus ingår i släktet Mecyclothorax och familjen jordlöpare. Inga underarter finns listade i Catalogue of Life.